# Cyanopulvis australiensis
Cyanopulvis australiensis — вид грибів, що належить до монотипового роду  Cyanopulvis.